# Папин, Павел Андреевич
Па́вел Андре́евич Па́пин (1905—1945) — военнослужащий, Герой Советского Союза, участник Великой Отечественной войны, гвардии старшина, уроженец Липецка.

## Биография
Родился в 1905 году в Липецке. В 1926—1929 годах служил в Красной Армии. До войны работал в липецком водоканалтресте на руководящих должностях.
Участник Великой Отечественной войны с 22 июня 1941 года. Служил в пехоте. Был рядовым, командовал отделением, а затем взводом. Получил два тяжёлых ранения. Награждён орденами Красного Знамени и Славы.
12 марта 1945 года командир взвода автоматчиков гвардии старшина Папин в сражении на территории Венгрии в районе деревни Ференц близ города Секешфехервара бросился с гранатами под вражеский танк.
За героизм и отвагу П. А. Папину 29 июня 1945 года было посмертно присвоено звание Героя Советского Союза.

## Память

Мемориальная доска, установленная на доме № 4 по улице Папина в городе Липецке

- 5 мая 1965 года улица Общественная в Липецке была переименована в улицу Папина.
- На мемориальном комплексе на площади Героев находится вылитый из бронзы портрет П. А. Папина.
- В Липецке на здании средней школы № 45, расположенной в доме № 4 на улице, носящей имя П. А. Папина, установлена мемориальная доска.